# Trichothyse fontensis
Trichothyse fontensis är en spindelart som beskrevs av Lawrence 1928. Trichothyse fontensis ingår i släktet Trichothyse och familjen plattbuksspindlar.
Artens utbredningsområde är Namibia. Inga underarter finns listade i Catalogue of Life.